# Пугачівка (заказник)
Пугачі́вка — ботанічний заказник місцевого значення в Україні. Об'єкт розташований на території Тлумацького району Івано-Франківської області, біля села Гарасимів. 
Площа — 4 га, статус отриманий у 1993 році. Перебуває у віданні: Гарасимівська сільська рада.